# College van Mexico
Het College van Mexico (Spaans: Colegio de México, Colmex) is een universiteit in Mexico-Stad.
De universiteit is gesticht in 1940 als opvolger van het Casa de España, en was aanvankelijk bedoeld voor Spaanse intellectuelen die hun land waren ontvlucht wegens de Spaanse Burgeroorlog. Tegenwoordig geldt het Colegio als elite-universiteit, en is voornamelijk bekend vanwege haar sociale en geesteswetenschappen. 
De bibliotheek van Colmex is de grootste van heel  Latijns-Amerika. De campus is gevestigd in de wijk Tlalpan.